# Gandu
Gandu là một đô thị thuộc bang Bahia, Brasil. Đô thị này có diện tích 229,121 km², dân số năm 2007 là 29031 người, mật độ 126,71 người/km².